# بیل دوک
بیل دوک (انگلیسی: Bill Duke؛ زادهٔ ۲۶ فوریهٔ ۱۹۴۳) یک کارگردان، و هنرپیشه اهل ایالات متحده آمریکا است.
از فیلم‌ها یا برنامه‌های تلویزیونی که وی در آن نقش داشته است می‌توان به غارتگر، مردان ایکس: آخرین ایستادگی، کماندو، زخم‌های کهنه، تهدیدی برای جامعه، بازپرداخت، پرنده‌ای روی سیم، زرد، ژیگولوی آمریکایی، اکش جکسون، شگفت‌انگیز عجیب و سرزمین بد اشاره کرد.